# Primärt pseudoperfekt tal

Grafisk demonstration att 1 = 1/2 + 1/3 + 1/11 + 1/23 + 1/31 + 1/(2 × 3 × 11 × 23 × 31). Därför är produkten, 47058, ett primärt pseudoperfekt tal.

Primärt pseudoperfekt tal är inom matematiken, i synnerhet inom talteorin, ett tal N som uppfyller den egyptiska bråkekvationen
{\displaystyle \sum _{p|N}{\frac {1}{p}}+{\frac {1}{N}}=1,}
där summan är primtalsdelare av N. Ekvivalent (vilket framgår genom att multiplicera denna ekvation med N),
{\displaystyle \sum _{p|N}{\frac {N}{p}}+1=N.}
Med undantag av det exceptionella primära pseudoperfekt talet 2, ger detta uttryck en representation av N som en summa av en rad olika delare av N, därför är alla primära pseudoperfekta tal (utom 2) även pseudoperfekta.
Primära pseudoperfekta tal namngavs och undersöktes först av Butske, Jaje och Mayernik (2000).
De första primära pseudoperfekta talen är:
2, 6, 42, 1806, 47058, 2214502422, 52495396602, 8490421583559688410706771261086, … (talföljd A054377 i OEIS)
Om ett primärt pseudoperfekt tal N är en mindre än ett primtal så är N × (N + 1) också ett primärt pseudoperfekt tal. Till exempel är 47058 ett primärt pseudoperfekt tal och 47059 ett primtal, och därav är 47058 × 47059 = 2214502422 också ett primärt pseudoperfekt tal.